# Žitná-Radiša
Žitná-Radiša es un municipio del distrito de Bánovce nad Bebravou en la región de Trenčín, Eslovaquia, con una población estimada a final del año 2024 de 436 habitantes.
Se encuentra ubicado en el centro-sur de la región, cerca del río Bebrava (cuenca hidrográfica del río Danubio) y de la frontera con la región de Nitra.

## Demografía
| Año        | 1994 | 2004    | 2014    | 2024    |
| ---------- | ---- | ------- | ------- | ------- |
| Población  | 475  | 458     | 454     | 436     |
| Diferencia |      | −3,57 % | −0,87 % | −3,96 % |

| Año        | 2023 | 2024    |
| ---------- | ---- | ------- |
| Población  | 443  | 436     |
| Diferencia |      | −1,58 % |